# René Nicolas de Maupeou
René Nicolas Charles Augustin de Maupeou, marchese di Morangles e di Bully, visconte di Bruyères-sur-Oise (Montpellier, 25 febbraio 1714 – Le Thuit, 29 luglio 1792), è stato un magistrato e politico francese.

## Biografia

### Origini familiari
Nato a Montpellier e proveniente da una famiglia nobilitata di notai e magistrati, René Nicolas de Maupeou era il figlio primogenito di René-Charles de Maupeou (1688-1775), primo presidente del Parlamento di Parigi dal 1743 al 1757. Il 21 gennaio 1744 sposò una ricca ereditiera, Anne de Roncherolles (1725-1752), cugina di Madame d'Épinay. Essi ebbero due figli:
1. René Ange Augustin de Maupeou (1746-1793), che divenne maestro di campo del reggimento di cavalleria Bourgogne;
2. Charles Victor René de Maupeou (1749-1789), che divenne maître des requêtes.

In giovane età fu collaboratore del padre, curando in particolare il conflitto tra il Parlamento e l'Arcivescovo di Parigi, Christophe de Beaumont. Dopo un lungo servizio come consigliere presso il Parlamento di Parigi, nel 1763, divenne Primo Presidente sovrintendendo alla revisione del processo Calas, fortemente richiesta dall'opinione pubblica, in particolare da Voltaire. Nel 1768, grazie al patrocinio del Primo ministro, Étienne François de Choiseul, ottenne la prestigiosa sinecura di Cancelliere (succedendo al proprio padre che aveva tenuto l'ufficio per appena un giorno) e la carica di Guardasigilli, che, al contrario della prima, offriva la possibilità di intervenire alle riunioni del Consiglio. 

### Cancelliere e Guardasigilli
Tra il 1768 ed il 1770 Maupeou, insieme al collega, il controllore generale delle finanze Terray, rappresentò e difese gli interessi di Luigi XV controbilanciando il forte legame tra Choiseul ed i Parlamenti, il cui potere e la cui influenza era grandemente cresciuta negli anni precedenti. 
Infatti, grazie anche alla noncuranza dello stesso Chioiseul, i Parlamenti avevano iniziato a rivendicare maggiore ruolo nell'amministrazione del regno, anche con l'obiettivo di limitare la potestà del sovrano e di bloccare ogni tentativo di riforma finanziaria che comportasse prelievi anche per il clero e la nobiltà (di spada o di toga). Sempre in quest'ottica va letta la lunga controversia tra il Parlamento di Bretagna ed il rappresentante del Re, l'intendente Duca d'Augiuillon, che si concluse con la manifestazione di solidarietà degli altri Parlamenti a quello di Bretagna e con l'intervento diretto di Luigi XV. 
Nel dicembre 1770, scoppiò una controversia diplomatica tra la Spagna e la Gran Bretagna per il possesso delle Isole Falkland: Choiseul, che aveva stipulato il Patto di famiglia tra Francia e Spagna, incitò il governo spagnolo a non rinunziare alle proprie pretese ed offrì un possibile sostegno militare in caso di conflitto armato aperto; Mauepou e Terray si opposero argomentando che il tesoro era ormai esaurito e che una guerra avrebbe contribuito ad indebolire ulteriormente lo Stato in un momento in cui i Parlamenti continuavano ad ostacolare l'autorità regia. Luigi XV, nonostante la forte contrarietà dell'opinione pubblica, dispose il licenziamento di Choiseul e conferì a Mauepou l'incarico di Primo ministro, con Terray quale Controllore generale delle finanze e ministro della marina ed il Duca d'Auguillon quale ministro degli esteri.

### Primo ministro
L'entrata in carica del nuovo governo fu accolta dall'assoluta e ferma opposizione dei parlamenti, ben consapevoli dell'ostilità di Maupeou stesso e del Duca d'Auguillon: in ogni caso, Maupeou impose la registrazione di un editto contenente il divieto di riunione delle diverse commissioni in cui era suddiviso il parlamento, la limitazione del diritto di corrispondenza e puniva l'astensione dall'attività dei singoli consiglieri con forti pene pecuniarie e la confisca dei beni. 
L'editto, tuttavia, al posto di intimidire i parlamenti, cementò e rafforzò la loro opposizione nei confronti del governo.
Il 19 gennaio 1771, Maupeou, dopo cinque sedute infruttuose, dispose una riforma complessiva: abolì senza alcun indennizzo le magistrature ereditarie e venali, divise in sei parti il distretto sulla quale il parlamento di Parigi esercitava la propria giurisdizione ed infine attribuiva tutte le prerogative dei parlamenti stessi a nuove corti di nomina regia ed esiliò mediante lettre de cachet i parlamentari più riottosi in diverse località dell'Alvernia allo scopo di stroncare il dissenso. 
Non pago del risultato, Maupeou propose la soppressione della Cour des Aides, la creazione di una Corte d'appello e di un consiglio di stato amministrativo e l'unificazione della giurisdizione con l'abrogazione definitiva di tutti i diritti consuetudinari locali.
Sebbene Voltaire applaudisse le riforme, in particolare l'abolizione delle cariche ereditarie e venali, l'aristocrazia e la nobiltà di toga fu oltraggiata al punto di parlare apertamente di "trionfo di tirannia", soprattutto perché le dimostrazioni di principi, nobili, magistrati ed impiegati dei Parlamenti furono duramente represse. 
Nel maggio 1774, alla morte di Luigi XV, Maupeou e Terray furono congedati dal nuovo sovrano, Luigi XVI, il quale, a seguito di una violenta protesta nel corso della quale la folla parigina fece irruzione nella sede della nuova corte, revocò la riforma e reinsediò i vecchi Parlamenti. 
Commentando l'operato di Luigi XVI, Maupeou esclamò: 

### Ultimi anni e morte
Dopo il licenziamento, Maupeou conservò fino al 1º giugno 1790 il solo titolo di Cancelliere. Morì a Le Thuit nel 1792. 
L'operato di Maupeou fu controverso: la riforma della magistratura fu apprezzata dagli illuministi e attuata nel corso della Rivoluzione Francese ma il tentativo di puntellare il potere assoluto del sovrano, gli intrighi di corte e la repressione del dissenso minarono il prestigio della monarchia.